# Pamplonoidea yalea
Pamplonoidea yalea är en insektsart som beskrevs av Young 1977. Pamplonoidea yalea ingår i släktet Pamplonoidea och familjen dvärgstritar. Inga underarter finns listade i Catalogue of Life.